# Rich Froning Jr.
Rich Froning, Jr. (* 21. Juli 1987 in  Mount Clemens, Michigan) ist ein amerikanischer CrossFit-Athlet. Er erlangte dadurch Bekanntheit, dass er als Erster die CrossFit-Games viermal (2011, 2012, 2013 und 2014) hintereinander gewinnen konnte.

## Leben
Froning wurde in Mount Clemens, Michigan, geboren und zog kurz darauf mit seinen Eltern nach Cookeville, Tennessee. Dort besuchte er die Cookeville High School und begann eine Sportkarriere als Infielder im Baseball. Mit Schulabschluss 2005 erlangte er ein Baseball-Stipendium für das Walter State Community College. Dort spielte er ein weiteres Jahr, bis er sich entschied, seine Baseballkarriere aufzugeben, um als Feuerwehrmann für die Stadt Cookeville zu arbeiten und nebenbei sein Sportwissenschaftsstudium an der Technischen Universität von Tennessee fortzusetzen. Die Stadt übernahm wegen seiner vierjährigen Verpflichtung als Feuerwehrmann seine College-Kosten. Im Studium kam er das erste Mal mit CrossFit in Berührung und begann 2009, den Sport aktiv zu betreiben und als CrossFit-Trainer zu arbeiten.
Froning arbeitet als Kraft- und Konditionstrainer an der Technischen Universität von Tennessee und reist für Vorträge durchs Land, in denen er über CrossFit und seine Trainingsprinzipien referiert.

## Sportkarriere
Sein Wettkampfdebüt gab Froning bei den CrossFit-Games 2010 und belegte auf Anhieb den zweiten Platz. Im folgenden Jahr gewann er die CrossFit-Games 2011 und den Titel „Fittester Mann der Welt“. Auch 2012, 2013 und 2014 verteidigte Froning seinen Titel. Er ist der erste CrossFit-Athlet, der den Titel viermal hintereinander gewann. Mit dem Preisgeld eröffnete er seine eigene CrossFit-Box in seiner Heimatstadt Cookeville, Tennessee, und arbeitet dort als Trainer.
Froning gehört zum US-Team, mit dem er an den CrossFit-Invitationals 2012 und 2013 teilnahm und 2012 gegen das Team Europe in London gewann. 2013 verlor er in Berlin gegen das Team World.
| Workout                 | Zeit/Anzahl     |
| ----------------------- | --------------- |
| Fran                    | 2:13            |
| Helen                   | 0:00            |
| Grace                   | 1:11            |
| Filthy 50               | 0:00            |
| Fight Gone Bad          | 508             |
| 400 m Sprint            | 0:00            |
| 5 km Lauf               | 0:00            |
| Technik                 | Gewicht/Anzahl  |
| Stoßen                  | 170 kg (370 lb) |
| Reißen                  | 138 kg (305 lb) |
| Kreuzheben              | 253 kg (570 lb) |
| Kniebeuge               | 211 kg (475 lb) |
| Klimmzüge (geschwungen) | 75 Stück        |

## Veröffentlichungen
- Rich Froning Jr.: First: What It Takes to Win. Tyndale House Publishers, Carol Stream, Illinois 2013, ISBN 978-1-4143-8678-2.